# Trastorn gastrointestinal funcional
Els trastorns gastrointestinals funcionals (TGIF), també coneguts com a trastorns de la interacció intestí-cervell, inclouen una sèrie de trastorns idiopàtics separats que afecten diferents parts del tracte gastrointestinal i impliquen hipersensibilitat visceral i alteracions de la motilitat.

## Classificació
Termes com ara malaltia colònica funcional (o trastorn funcional intestinal ) es refereixen en medicina a un grup de trastorns intestinals que es caracteritzen per queixes abdominals cròniques sense una causa estructural o bioquímica que pugui explicar els símptomes. Altres trastorns funcionals es relacionen amb altres aspectes del procés de la digestió.
El procés de revisió consensuada de reunions i publicacions organitzades per la Fundació Roma, conegut com el procés de Roma, ha ajudat a definir els trastorns gastrointestinals funcionals. Successivament, Roma I, Roma II, Roma III i Roma IV van proposar un sistema de classificació i una terminologia consensuades, tal com va recomanar el Comitè de Coordinació de Roma. Ara inclouen classificacions adequades per a adults, nens i nounats/lactants.
La classificació actual de ROMA IV, publicada el 2016, és la següent:
A. Trastorns esofàgics
- A1. Dolor toràcic funcional
- A2. Cremor d'estómac funcional
- A3. Hipersensibilitat al reflux
- A4. Globus faringi
- A5. Disfàgia funcional

B. Trastorns gastroduodenals
- B1. Dispèpsia funcional
  - B1a. Síndrome de destret postprandial
  - B1b. Síndrome de dolor epigàstric
- B2. Trastorns per eructes
  - B2a. Eructes supragàstrics excessius
  - B2b. Eructes gàstrics excessius
- B3. Trastorns de nàusees i vòmits
  - B3a. Síndrome de vòmits per nàusees cròniques
  - B3b. Síndrome de vòmits cíclics
  - B3c. Síndrome d'hiperemesi cannabinoide
- B4. Síndrome de rumiació

C. Trastorns intestinals
- C1. Síndrome de l'intestí irritable (SII)
  - SII amb restrenyiment predominant
  - SII amb diarrea predominant
  - SII amb hàbits intestinals mixts
  - IBS no classificat
- C2. Restrenyiment funcional
- C3. Diarrea funcional
- C4. Inflor/distensió abdominal funcional
- C5. Trastorn funcional intestinal no especificat
- C6. Restrenyiment induït per opioides

D. Trastorns centralitzats del dolor gastrointestinal
- D1. Síndrome de dolor abdominal mediat centralment
- D2. Síndrome intestinal narcòtic / Hiperalgèsia gastrointestinal induïda per opioides

E. Vesícula biliar i esfínter dels trastorns d'Oddi
- E1. Dolor biliar
  - E1a. Trastorn funcional de la vesícula biliar
  - E1b. Trastorn funcional biliar de l'esfínter d'Oddi
- E2. Trastorn funcional pancreàtic de l'esfínter d'Oddi

F. Trastorns anorrectals
- F1. Incontinència fecal
- F2. Dolor anorectal funcional
  - F2a. Síndrome de l'elevador de l'anus.
  - F2b. Dolor anorectal funcional no especificat
  - F2c. Proctàlgia fugaç
- F3. Trastorns funcionals de la defecació
  - F3a. Propulsió defecadora inadequada
  - F3b. Defecació disinèrgica

G. Trastorns gastrointestinals funcionals infantils: nounats/lactants
- G1. Regurgitació infantil
- G2. Síndrome de rumiació
- G3. Síndrome de vòmits cíclics
- G4. Còlic infantil
- G5. Diarrea funcional
- G6. Disquèzia infantil
- G7. Restrenyiment funcional

H. Trastorns gastrointestinals funcionals infantils: nens/adolescents
- H1. Trastorns funcionals de nàusees i vòmits
  - H1a. Síndrome de vòmits cíclics
  - H1b. Nàusees funcionals i vòmits funcionals
    - H1b1. Nàusees funcionals
    - H1b2. Vòmits funcionals

  - H1c. Síndrome de rumiació
  - H1d. Aerofàgia
- H2. Trastorns amb dolor abdominal funcional
  - H2a. Dispèpsia funcional
    - H2a1. Síndrome de destret postprandial
    - H2a2. Síndrome de dolor epigàstric

  - H2b. Síndrome de l'intestí irritable (SII)
  - H2c. Migranya abdominal
  - H2d. Dolor abdominal funcional [no classificat anteriorment]
- H3. Trastorns funcionals de la defecació
  - H3a. Restrenyiment funcional
  - H3b. Incontinència fecal no retentiva

## Epidemiologia
Els trastorns gastrointestinals funcionals són molt freqüents. A nivell mundial, només la síndrome de l'intestí irritable i la dispèpsia funcional poden afectar entre el 16 i el 26% de la població.